# 801
801（八百一、はっぴゃくいち）は自然数、また整数において、800の次で802の前の数である。

## 性質
- 801は合成数であり、約数は 1, 3, 9, 89, 267, 801 である。
  - 約数の和は1170。
- 183番目のハーシャッド数である。1つ前は800、次は803。
  - 9を基としたとき53番目のハーシャッド数である。1つ前は720、次は810。
- 801 = 25 × 25 + 1 より40番目のプロス数である。1つ前は769、次は833。
  - 801 = 25 × 52 + 1
    - n = 5 のときの 2n × n2 + 1 の値とみたとき1つ前は257、次は2305。(オンライン整数列大辞典の数列 A248917)
- 801 = 100 × 8 + 1
  - n = 8 のときの 100n + 1 の値とみたとき1つ前は701、次は901。(オンライン整数列大辞典の数列 A158128)
- 801 = 152 + 242
  - 異なる2つの平方数の和で表せる237番目の数である。1つ前は800、次は802。(オンライン整数列大辞典の数列 A004431)
- 異なる3つの平方数の和7通りで表せる16番目の数である。1つ前は797、次は806。(オンライン整数列大辞典の数列 A025345)
- 801 = 23 + 43 + 93
  - 3つの正の数の立方数の和1通りで表せる106番目の数である。1つ前は794、次は811。(オンライン整数列大辞典の数列 A025395)
  - 異なる3つの正の数の立方数の和1通りで表せる54番目の数である。1つ前は794、次は820。(オンライン整数列大辞典の数列 A025399)
  - n = 3 のときの 2n + 4n + 9n の値とみたとき1つ前は101、次は6833。(オンライン整数列大辞典の数列 A074536)
- 801 = 93 + 92 − 9
  - n = 9 のときの n3 + n2 − n の値とみたとき1つ前は568、次は1090。(オンライン整数列大辞典の数列 A085490)

## その他 801 に関連すること
- ニコンF801は、ニコンの一眼レフカメラ。
- 西武801系電車は、西武鉄道の通勤形電車。
- 阪神801形電車は、阪神電気鉄道の通勤形電車。
- JR東日本EV-E801系電車は、JR東日本の交流用蓄電池駆動電車。
- 大阪市交通局801形電車は、大阪市交通局が所有していた路面電車車両。
- IBM 801は、IBMのマイクロプロセッサ。POWER・PowerPCの直系の祖先に当たる。
- BMW 801は、第二次世界大戦時のドイツの高性能空冷エンジン。フォッケウルフ Fw190等に搭載された。
- 801 (バンド)は、フィル・マンザネラがロキシー・ミュージックや個人名義での活動とは別に行ったプロジェクト。ブライアン・イーノやクワイエット・サン関係者が参加。
- HBCラジオ苫小牧、根室、北見、遠軽、東北放送気仙沼、秋田放送鹿角、東成瀬、ラジオ福島原町、東海ラジオ放送恵那、CBCラジオ尾鷲中継局の周波数は、801 kHz。
- 第八〇一海軍航空隊は、大日本帝国海軍の飛行隊。1942年（昭和17年）に横浜海軍航空隊から改称。
- やおいの当て字表記（数字の語呂合わせ）として、よく用いられる。
  - 京都市北区御薗橋801商店街のマスコットキャラクター、「801（やおい）ちゃん」。
    - 御薗橋801商店街 (801ははちまるいちと読む) は、京都市北区にある商店街。

  - となりの801ちゃん (となりのやおいちゃん) は、小島アジコによる漫画作品。
  - 青春801あり!（青春やおいあり!）は、2004年制作の映画。
- コルホーン (USS Colhoun, DD-801) は、アメリカ海軍の駆逐艦。
- イギリス鉄道801形電車
- 大韓航空801便墜落事故
- ホーカー・シドレー HS.801
- 801号線 (オーストリア)
- 801SH
- 801SA
- 801 (バンド)